# Tiago Araújo Brito
Tiago Araújo Brito (Viana do Castelo, 16 aprile 2000) è un calciatore portoghese, centrocampista dell'Estoril Praia.

## Carriera
Cresciuto nelle giovanili, fra le altre, di Benfica, Braga, Famalicão e Vizela, nel 2024 è stato acquistato dall'Estoril Praia dove ha cominciato la sua carriera professionistica; ha fatto il suo esordio il 19 aprile 2025 nell'incontro di Primeira Liga perso 2-0 contro il Braga.

## Statistiche

### Presenze e reti nei club
Statistiche aggiornate al 14 maggio 2025.
| Stagione        | Squadra         | Campionato      | Campionato | Campionato | Coppe nazionali | Coppe nazionali | Coppe nazionali | Coppe continentali | Coppe continentali | Coppe continentali | Altre coppe | Altre coppe | Altre coppe | Totale | Totale |
| Stagione        | Squadra         | Comp            | Pres       | Reti       | Comp            | Pres            | Reti            | Comp               | Pres               | Reti               | Comp        | Pres        | Reti        | Pres   | Reti   |
| --------------- | --------------- | --------------- | ---------- | ---------- | --------------- | --------------- | --------------- | ------------------ | ------------------ | ------------------ | ----------- | ----------- | ----------- | ------ | ------ |
| apr.-mag.2025   | Estoril Praia   | PL              | 4          | 0          | CP+CdL          | 0               | 0               | -                  | -                  | -                  | -           | -           | -           | 4      | 0      |
| Totale carriera | Totale carriera | Totale carriera | 4          | 0          |                 | 0               | 0               |                    | -                  | -                  |             | -           | -           | 4      | 0      |